# Ralls County
Ralls County is een county in de Amerikaanse staat Missouri.
De county heeft een landoppervlakte van 1.220 km² en telt 9.626 inwoners (volkstelling 2000). De hoofdplaats is New London.